# José Saez
José Saez (Menen, Bélgica, 7 de mayo de 1982) es un futbolista belga naturalizado francés, que se desempeña como mediocampista y que actualmente milita, en el SM Caen de la Ligue 2 de Francia.

## Trayectoria
Debutó profesionalmente en el Angers SCO en el año 2002, Jugó 2 temporadas en ese club, donde jugó 53 partidos y anotó 6 goles. En el segundo semestre del 2004, Saez pasó al Valenciennes FC, donde hasta ahora, ha jugado 178 partidos y ha anotado 11 goles.

## Clubes
| Club            | País    | Año             |
| --------------- | ------- | --------------- |
| Angers SCO      | Francia | 2002 - 2004     |
| Valenciennes FC | Francia | 2004 - 2013     |
| Caen            | Francia | 2013 - Presente |